# Chief Lake (Wisconsin)
Chief Lake es un lugar designado por el censo ubicado en el condado de Sawyer en el estado estadounidense de Wisconsin. En el Censo de 2010 tenía una población de 583 habitantes y una densidad poblacional de 9,54 personas por km².

## Geografía
Chief Lake se encuentra ubicado en las coordenadas 45°56′19″N 91°20′9″O / 45.93861, -91.33583. Según la Oficina del Censo de los Estados Unidos, Chief Lake tiene una superficie total de 61.08 km², de la cual 55.01 km² corresponden a tierra firme y (9.95%) 6.08 km² es agua.

## Demografía
Según el censo de 2010, había 583 personas residiendo en Chief Lake. La densidad de población era de 9,54 hab./km². De los 583 habitantes, Chief Lake estaba compuesto por el 20.41% blancos, el 0% eran afroamericanos, el 72.73% eran amerindios, el 0.17% eran asiáticos, el 0% eran isleños del Pacífico, el 0.17% eran de otras razas y el 6.52% pertenecían a dos o más razas. Del total de la población el 2.74% eran hispanos o latinos de cualquier raza.